# Придонхимстрой известь
Придонхимстрой известь — завод по добыче мела и производству извести, расположенный в городе Россошь Воронежской области. Основная специализация завода — выпуск извести негашеной (воздушная, кальциевая, гранулированная) и гашеной (гидратная). Сырьём для производства извести является природный мел.

## История
В 1982 году поступила первая проектная документация на цех по производству извести в составе Придонского химического завода.
В 1982 году был подписан приказ по Россошанскому химзаводу об организации цеха № 4.
С 1984 года в городе Россошь производится строительная известь по ГОСТ 9179-77.
Летом 1989 года были произведены промышленные испытания технологического процесса производства извести из природного мела на ближайшем карьере «Малолиманский». Цех по производству извести был передан на баланс треста «Придонхимстрой».
В 2002 году трест «Придонхимстрой» преобразован в ООО «Придонхимстрой Известь». В состав предприятия вошли: Цех по производству извести, Меловой карьер и транспортный участок.
В 2005 году руководство завода приняло решение передать вопрос продвижения своей продукции ООО «Росизвесть» и сосредоточить своё внимание только на производственных вопросах.
В августе 2006 года создано профессионально отраслевое некоммерческое партнерство производителей извести «Союз Производителей Извести». Придонхимстрой Известь является одним из учредителей этого профессионального объединения.
В июне 2010 года компания «Придонхимстрой известь» была оштрафована управлением Роспотребнадзора по Воронежской области на 55 тыс. рублей за использование неисправных установок очистки газа. В августе 2010 года внеплановая проверка предприятия, проведённая управлением Роспотребнадзора показала, что в его документах искажается информация о состоянии окружающей среды и природных ресурсов, об источниках загрязнения окружающей среды и выбросах загрязняющих веществ в атмосферный воздух. «Придонхимстрой известь» было оштрафовано на 20 тыс. рублей.

## Технологии производства

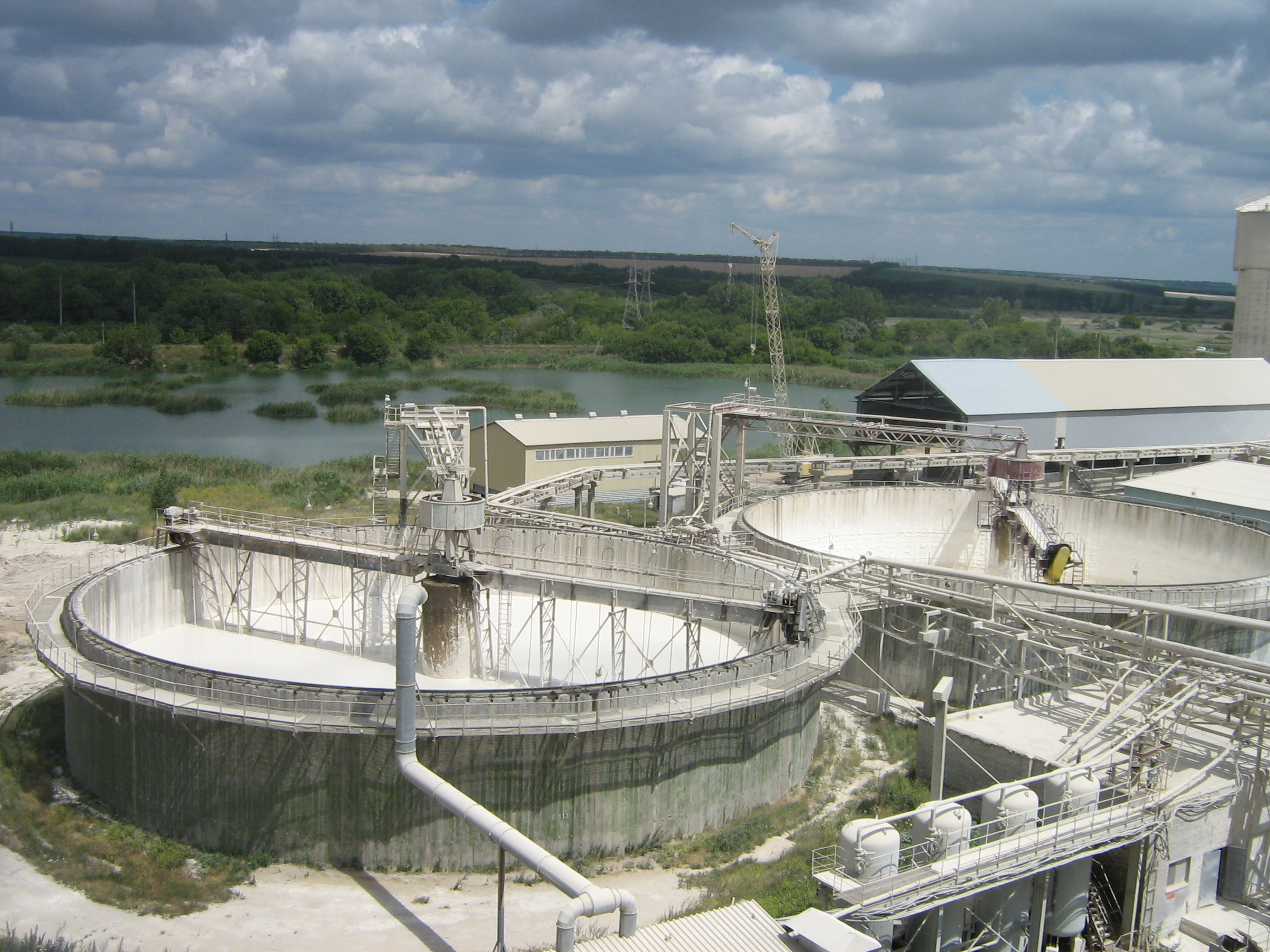
Горизонтальный шламбассейн на заводе Придонхимстрой известь

Производство извести на «Придонхимстрой известь» основано на мокром способе, при котором природный мел попадает на участок приготовления мелового шлама, где происходит его дробление, после чего подается в горизонтальные шламбассейны, где смешивается с водой и доводится до консистенции сметаны. Следующий этап в процессе производства — вращающиеся печи, где происходит сушка и обжиг. Технология «мокрого» способа дает возможность производить известь с высокой активностью и дисперсностью.